# Prodrog
En prodrog (eng. ”prodrug”) är ett inaktivt läkemedel i den form som den tas. När prodrogen har kommit in i kroppen omvandlas den till den aktiva formen. Omvandlingen sker genom att någon del av läkemedlets kemiska struktur förändras.

## Exempel
Exempel på en prodrog är kodein som i levern omvandlas till morfin.